# Levanti Mukhrani-batoni
Levan fou el 13è príncep de Mukhran (Mukhrani-batoni) del 1716 al 1719.
Nascut abans del 1703, era el fill únic de Papuna Mukhrani-batoni, i va ocupar el poder nomenat pel rei, que va deposar el seu oncle Irakli Mukhrani-batoni el 1716.
El 1719 va ser deposat en favor de David II Mukhrani-batoni, fill de Irakli.
El 1725 se'n va anar exiliat a Rússia on va morir més tard.